# Jane Freshfield
Jane Freshfield (Londres, 5 de julho de 1814 — Londres, 16 de março de 1901) foi uma alpinista e escritora de viagens inglesa. Ela foi uma das primeiras mulheres britânicas a explorar os Alpes suíços e incentivou outras pessoas a fazê-lo.

## Vida
Jane Quentin Crawford nasceu em 5 de julho de 1814. Ela era filha de William Crawford, parlamentar (1822-1841), que havia feito fortuna na Companhia Britânica das Índias Orientais. Seu irmão era Robert Wigram Crawford, também foi parlamentar.
Em 1840, ela se casou com Henry Ray Freshfield (1814-1895). Seu filho Douglas Freshfield (1845-1934) foi o editor do Alpine Journal e presidente do Alpine Club.

O casal criou o filho apreciando a natureza e as artes. Desde muito jovem, eles o levaram em viagens que incluíram o English Lake District e a Escócia. A partir de meados da década de 1850, a família passou férias de verão na Suíça, principalmente nos Alpes. Na velhice, seu filho descreveu as férias que eles haviam tirado juntos:
Acho que, sem nenhuma interrupção, nos dez anos seguintes, fui todos os meses de agosto aos Alpes com meus pais, e experimentei não apenas as viagens fáceis, mas também muitos destinos menos usuais. Visitamos o Monte Bianco, o Monte Rosa e a Cordilheira Bernina; fomos para Arolla, para Evolene, para Cogne, em Val Formazza, nos Alpes Glarus, para Davos, para Livigno e no Vorderrhein. Alguns mapas que desenhei ainda mostram nossos itinerários anuais. Escalamos o Monte Titlis, o Pico Jazzi, o Mittelhorn, e alguns outros picos de altura moderada.
Valeria Azzolini escreveu sobre ela em I resoconti di viaggio di Freshfield ("Freshfield's Travel Journals"):
Amante da montanha no sentido mais jovem e verdadeiro, a pressa lhe era desconhecida porque não era realmente chegar ao topo que a interessava, mas sim o cativeiro das paisagens que encontrava no caminho e, por conseguinte, as horas que passava nessa diversão..

Além dos membros da família, havia outro protagonista nas narrações da Sra. Freshfield: o guia, Michel Alphonse Couttet. E foi certamente nesses anos que o jovem Freshfield compreendeu a importância, em cada ação na montanha, da presença de um bom guia.

## Publicações
- Alpine byways, or, Light leaves gathered in 1859 and 1860 / by a Lady (1861 Londres: Longman, Green, Longman e Roberts)

- - Tradução italiana publicada em 2010 como Itinerari alpini meno conosciuti, ovvero, Foglie delicious raccolte nel 1859 e nel 1860 da una signora (Aosta: Art Point (libr. Antiquaria))

- A summer tour in the Grisons and Italian valleys of the Bernina / by Mrs. Henry Freshfield, author of 'Alpine byways (1862, Londres: Longman, Green, Longman e Roberts)

Os Grisões são os Alpes suíços agora conhecidos como Graubünden.